# Bukayo Saka
Pour les articles homonymes, voir Saka.
Bukayo Saka, né le 5 septembre 2001 à Londres, est un footballeur international anglais qui joue au poste d’ailier à l'Arsenal FC.

## Biographie

### Jeunesse et débuts professionnels
Après avoir joué dans un premier temps à Watford, Bukayo Saka rejoint l'académie d'Arsenal, Hale End, à l'âge de 7 ans. Il gravit les échelons et signe son premier contrat professionnel avec Arsenal FC à l'âge de 17 ans.
Le 29 novembre 2018, il fait ses débuts professionnels lors de la cinquième journée de la phase de poules de Ligue Europa contre les Ukrainiens du Vorskla Poltava, où il remplace Aaron Ramsey à la 68e minute (victoire 3-0). Le 13 décembre, il est titulaire pour la première fois chez les A pour la réception du Qarabağ FK pour la sixième journée de Ligue Europa et dispute toute la rencontre (victoire 1-0). Le 1er janvier 2019, il fait ses débuts en Premier League à l'occasion de la 21e journée contre Fulham à l'Emirates Stadium, en remplaçant Alex Iwobi à la 83e minute (victoire 4-1). Il devient alors le premier joueur né en 2001 à jouer en Premier League, à 17 ans, 3 mois et 27 jours. Le 5 janvier, il entre en jeu à la 86e minute du troisième tour de FA Cup sur la pelouse de Blackpool (victoire 3-0).

### Saison 2019-2020
Le 19 septembre, sur la pelouse de l'Eintracht Francfort en Ligue Europa, Saka inscrit son premier but sous le maillot d'Arsenal. Il délivre également deux passes décisives et est élu homme du match (victoire 3-0).
Ailier gauche de formation, Saka dépanne et impressionne à plusieurs reprises au poste d'arrière gauche lors de la saison 2019-2020, après les blessures successives de Sead Kolašinac et de Kieran Tierney. Il est également utilisé quelquefois au poste d'ailier droit par Mikel Arteta. L'entraîneur espagnol, qui remplace Unai Emery en décembre 2019, fait de Saka un titulaire très régulier, même s'il ne joue pas toujours au même poste.
Le 8 mai 2020, Saka est inclus dans le top 50 des meilleurs jeunes au niveau mondial par le site spécialisé de Football Talent Scout, à la neuvième place.
Le 1er juillet 2020, Bukayo Saka signe une prolongation de contrat de « longue durée » avec Arsenal. Trois jours plus tard, il marque son premier but en Premier League contre Wolverhampton (2-0). Pour cette nouvelle saison, à la suite du départ de Henrikh Mkhitaryan pour l'AS Rome, Saka hérite du no 7 des Gunners. Au total, le jeune anglais inscrit quatre buts et délivre douze passes décisives en trente-huit matchs toutes compétitions confondues au cours de la saison 2019-2020, avec Arsenal.
Lors de la saison 2020-2021, Bukayo Saka s'impose comme un titulaire indiscutable. Il est le plus souvent aligné sur le côté gauche, comme milieu voire comme ailier, mais aussi parfois à droite. Lors du Community Shield, qu'Arsenal remporte contre Liverpool, il est passeur décisif sur le but de Pierre-Emerick Aubameyang. Durant la période des fêtes, il se montre particulièrement prolifique, buteur contre Chelsea et West Bromwich et passeur décisif contre Brighton.

### Depuis 2020
Le 26 août 2023, Bukayo Saka signe un nouveau record du club, en étant apparu lors de 83 matchs consécutifs de Premier League : toutes les rencontres depuis mai 2021. Le précédent record, 82, était tenu par Paul Merson (1995-1997). Cette série record s'arrête à 87, Bukayo manquant le match contre Manchester City du 8 octobre 2023 en raison d'une blessure.
Lors de la saison 2023-2024 de Champions League, Saka devient le troisième joueur de l'histoire de la compétition (depuis 2003-2004) à être buteur et être passeur décisif lors de trois matchs consécutifs à domicile. Les deux précédents sont Karim Benzema (4 en 2011-2012) et Luis Suárez (3 en 2015-2016).
En fêtant sa 200e apparition avec Arsenal le mardi 5 décembre dans le stade du Luton Town FC, Saka est devenu le plus jeune joueur depuis Cesc Fàbregas en 2008 à passer ce cap, à 22 ans et 91 jours. Dans l'histoire du club, il n'est devancé que par l'Espagnol (21 ans et 118 jours), David O'Leary (21 ans et 195 jours, en 1979) et Cliff Bastin (22 ans et 16 jours, en 1934),.

### En sélection
Né de parents originaires du Nigeria, Bukayo Saka aurait pu choisir de jouer pour la sélection nationale des Super Eagles. Il a cependant toujours évolué avec l'équipe d'Angleterre.
Bukayo Saka participe au championnat d'Europe des moins de 17 ans en 2018 avec l'équipe d'Angleterre. Lors de cette compétition organisée dans son pays natal, il officie comme titulaire et joue cinq matchs. Il se met en évidence lors du premier match contre Israël, en délivrant une passe décisive. L'Angleterre s'incline en demi-finale face aux Pays-Bas, après une séance de tirs au but.
Avec les moins de 19 ans, il est l'auteur d'un doublé face à la Tchéquie le 20 mars 2019. L'Angleterre s'impose 4-1 dans cette rencontre des éliminatoires du championnat d'Europe.
Le 1er octobre 2020, Saka est convoqué pour la première fois en équipe d'Angleterre par Gareth Southgate. Huit jours plus tard, il honore sa première sélection avec les Three Lions à l'occasion d'un match amical contre le pays de Galles (victoire 3-0). Il n'est pas utilisé lors des deux matchs suivants en Ligue des nations. Il est en revanche titulaire lors de la rencontre face à l'Irlande (victoire 3-0), au mois de novembre, puis en Ligue des Nations contre la Belgique (défaite 2-0) et l'Islande (victoire 4-0).
Il fait partie des 26 joueurs de la sélection anglaise pour participer à l'Euro 2021. L'Angleterre atteint la finale qu'elle perd face à l'Italie (1-1, 3-2 tab) ; le tir au but de Saka étant arrêté par Gianluigi Donnarumma, offre le titre à la Squadra Azzurra.
Le 10 novembre 2022, il est sélectionné par Gareth Southgate pour participer à la Coupe du monde 2022. En qualification, il a disputé cinq matchs, pour trois buts et deux passes décisives. L’Angleterre affronte l’Iran pour la première journée de la compétition et Bukayo s’illustre par un doublé dans la victoire 6-2 des siens. Lors des huitièmes de finale, il inscrit le troisième but anglais contre l'équipe du Sénégal.
En juin 2024, il fait partie de la liste des 26 joueurs convoqués par Gareth Southgate pour disputer l'Euro 2024. Le 6 juillet, il inscrit son premier but dans la compétition lors du quart de finale opposant son équipe à la Suisse. Ce but est celui de l'égalisation envoyant les Three Lions aux prolongations puis à la séance de tirs au but remportée par les anglais.

## Vie personnelle
Bukayo Saka est chrétien pratiquant et il lit la Bible tous les jours,. Il possède la nationalité britannique et nigériane et il est de descendance Yoruba.
Son joueur de football préféré est Cristiano Ronaldo. Il apprécie également Thierry Henry et Alexis Sanchez.

## Statistiques
| Saison                | Club                  | Championnat           | Championnat | Championnat | Championnat | Coupe nationale | Coupe nationale | Coupe nationale | Coupe de la Ligue | Coupe de la Ligue | Coupe de la Ligue | Supercoupe | Supercoupe | Supercoupe | Compétition(s) continentale(s) | Compétition(s) continentale(s) | Compétition(s) continentale(s) | Compétition(s) continentale(s) | Total | Total | Total |
| Saison                | Club                  | Division              | M.          | B.          | P.d.        | M.              | B.              | P.d.            | M.                | B.                | P.d.              | M.         | B.         | P.d.       | Comp.                          | M.                             | B.                             | P.d.                           | M.    | B.    | P.d.  |
| 2018-2019             | Arsenal FC            | Premier League        | 1           | 0           | 0           | 1               | 0               | 0               | -                 | -                 | -                 | -          | -          | -          | C3                             | 2                              | 0                              | 0                              | 4     | 0     | 0     |
| 2019-2020             | Arsenal FC            | Premier League        | 26          | 1           | 5           | 4               | 1               | 1               | 2                 | 0                 | 1                 | -          | -          | -          | C3                             | 6                              | 2                              | 5                              | 38    | 4     | 12    |
| 2020-2021             | Arsenal FC            | Premier League        | 32          | 5           | 4           | 2               | 0               | 0               | 2                 | 0                 | 0                 | 1          | 0          | 1          | C3                             | 9                              | 2                              | 5                              | 46    | 7     | 10    |
| 2021-2022             | Arsenal FC            | Premier League        | 38          | 11          | 8           | 1               | 0               | 0               | 4                 | 1                 | 0                 | -          | -          | -          | -                              | -                              | -                              | -                              | 43    | 12    | 8     |
| 2022-2023             | Arsenal FC            | Premier League        | 38          | 14          | 11          | 2               | 0               | 0               | -                 | -                 | -                 | -          | -          | -          | C3                             | 8                              | 1                              | 0                              | 48    | 15    | 11    |
| 2023-2024             | Arsenal FC            | Premier League        | 35          | 16          | 9           | 1               | 0               | 0               | 1                 | 0                 | 0                 | 1          | 0          | 1          | C1                             | 9                              | 4                              | 4                              | 47    | 20    | 14    |
| 2024-2025             | Arsenal FC            | Premier League        | 25          | 6           | 11          | -               | -               | -               | 3                 | 0                 | 1                 | -          | -          | -          | C1                             | 9                              | 6                              | 2                              | 37    | 12    | 14    |
| 2025-2026             | Arsenal FC            | Premier League        | 1           | 0           | 0           | -               | -               | -               | -                 | -                 | -                 | -          | -          | -          | C1                             | -                              | -                              | -                              | 1     | 0     | 0     |
| Total sur la carrière | Total sur la carrière | Total sur la carrière | 196         | 53          | 48          | 11              | 1               | 1               | 12                | 1                 | 2                 | 2          | 0          | 2          | -                              | 43                             | 15                             | 16                             | 264   | 70    | 69    |

## En sélection nationale
| Saison                | Sélection             | Phases finales        | Phases finales | Phases finales | Phases finales | Éliminatoires | Éliminatoires | Éliminatoires | Ligue des nations | Ligue des nations | Ligue des nations | Matchs amicaux | Matchs amicaux | Matchs amicaux | Total | Total | Total |
| Saison                | Sélection             | Compétition           | M              | B              | Pd             | M             | B             | Pd            | M                 | B                 | Pd                | M              | B              | Pd             | M     | B     | Pd    |
| --------------------- | --------------------- | --------------------- | -------------- | -------------- | -------------- | ------------- | ------------- | ------------- | ----------------- | ----------------- | ----------------- | -------------- | -------------- | -------------- | ----- | ----- | ----- |
| 2020-2021             | Angleterre            | Euro 2020             | 4              | 0              | 0              | -             | -             | -             | 2                 | 0                 | 0                 | 3              | 1              | 1              | 9     | 1     | 1     |
| 2021-2022             | Angleterre            | -                     | -              | -              | -              | 5             | 3             | 2             | 4                 | 0                 | 0                 | -              | -              | -              | 9     | 3     | 2     |
| 2022-2023             | Angleterre            | Coupe du monde 2022   | 4              | 3              | 0              | 4             | 4             | 0             | 2                 | 0                 | 1                 | -              | -              | -              | 10    | 7     | 1     |
| 2023-2024             | Angleterre            | Euro 2024             | 7              | 1              | 1              | 3             | 0             | 1             | -                 | -                 | -                 | 2              | 0              | 0              | 12    | 1     | 2     |
| 2024-2025             | Angleterre            | -                     | -              | -              | -              | -             | -             | -             | 3                 | 0                 | 0                 | 1              | 0              | 0              | 4     | 0     | 0     |
| Total sur la carrière | Total sur la carrière | Total sur la carrière | 15             | 4              | 1              | 12            | 7             | 3             | 11                | 0                 | 1                 | 6              | 1              | 1              | 44    | 12    | 6     |

### Buts internationaux
| Buts en sélection de Bukayo Saka | Buts en sélection de Bukayo Saka | Buts en sélection de Bukayo Saka              | Buts en sélection de Bukayo Saka | Buts en sélection de Bukayo Saka | Buts en sélection de Bukayo Saka | Buts en sélection de Bukayo Saka | Buts en sélection de Bukayo Saka | Buts en sélection de Bukayo Saka |
|                                  | Date                             | Lieu                                          | Adversaire                       | Résultat                         | Compétition                      | Détails                          | Détails                          | Sel.                             |
| -------------------------------- | -------------------------------- | --------------------------------------------- | -------------------------------- | -------------------------------- | -------------------------------- | -------------------------------- | -------------------------------- | -------------------------------- |
| 1.                               | 2 juin 2020                      | Riverside Stadium, Middlesbrough, Angleterre  | Autriche                         | 1 - 0                            | Match amical                     | 1 - 0                            | 57e                              | 5e                               |
| 2.                               | 5 septembre 2021                 | Wembley Stadium, Londres, Angleterre          | Andorre                          | 4 - 0                            | Éliminatoires Mondial 2022       | 4 - 0                            | 85e                              | 11e                              |
| 3.                               | 9 octobre 2021                   | Estadi Comunal, Andorre-la-Vieille, Andorre   | Andorre                          | 0 - 5                            | Éliminatoires Mondial 2022       | 0 - 2                            | 40e                              | 12e                              |
| 4.                               | 15 novembre 2021                 | Stade de Saint-Marin, Serravalle, Saint-Marin | Saint-Marin                      | 0 - 10                           | Éliminatoires Mondial 2022       | 0 - 10                           | 79e                              | 14e                              |
| 5.                               | 21 novembre 2022                 | Stade international de Khalifa, Doha, Qatar   | Iran                             | 6 - 2                            | Coupe du Monde 2022              | 2 - 0                            | 43e                              | 21e                              |
| 6.                               | 21 novembre 2022                 | Stade international de Khalifa, Doha, Qatar   | Iran                             | 6 - 2                            | Coupe du Monde 2022              | 4 - 0                            | 62e                              | 21e                              |
| 7.                               | 4 décembre 2022                  | Stade Al-Bayt, Al-Khor, Qatar                 | Sénégal                          | 3 - 0                            | Coupe du Monde 2022              | 3 - 0                            | 57e                              | 23e                              |
| 8.                               | 26 mars 2023                     | Wembley Stadium, Londres, Angleterre          | Ukraine                          | 2 - 0                            | Éliminatoires Euro 2024          | 2 - 0                            | 40e                              | 26e                              |
| 9.                               | 19 juin 2023                     | Old Trafford, Manchester, Angleterre          | Macédoine du Nord                | 7 - 0                            | Éliminatoires Euro 2024          | 2 - 0                            | 38e                              | 28e                              |
| 10.                              | 19 juin 2023                     | Old Trafford, Manchester, Angleterre          | Macédoine du Nord                | 7 - 0                            | Éliminatoires Euro 2024          | 4 - 0                            | 47e                              | 28e                              |
| 11.                              | 19 juin 2023                     | Old Trafford, Manchester, Angleterre          | Macédoine du Nord                | 7 - 0                            | Éliminatoires Euro 2024          | 5 - 0                            | 51e                              | 28e                              |
| 12.                              | 6 juillet 2024                   | Merkur Spiel-Arena, Düsseldorf, Allemagne     | Suisse                           | 1 - 1, 5 tab 3                   | Euro 2024                        | 1 - 1                            | 80e                              | 38e                              |

## Palmarès

### En club
Formé au Arsenal FC, Bukayo Saka atteint la finale de la Ligue Europa dès sa première saison professionnelle mais voit depuis le banc son équipe s'incliner quatre buts à un contre Chelsea. La saison suivante, il soulève son premier titre, remportant la Coupe d'Angleterre face à ce même Chelsea avant de soulever le Community Shield quelques mois plus tard. Il remporte un deuxième Community Shield en 2023.
En sélection, il est finaliste de l'Euro 2020 face à l'Italie puis de l'Euro 2024 face à l'Espagne.
| Arsenal FC (3) | Angleterre                                           |
| --- | ---------------------------------------------------- |
| - Championnat d'Angleterre : - Vice-champion : 2023, 2024 et 2025 - Coupe d'Angleterre (1) : - Vainqueur : 2020. - Community Shield (2) : - Vainqueur : 2020, 2023 - Ligue Europa : - Finaliste : 2019 | - Championnat d'Europe : - Finaliste : 2020 et 2024. |

### Distinction individuelle
- Membre de l'équipe type de Premier League en 2023[31]
- 21ème du Ballon d'Or 2024
- 28ème du Ballon d'Or 2023[32]